# محوطه بند باغ
محوطه بند باغ مربوط به دوران پیش از تاریخ ایران باستان - دوران‌های تاریخی پس از اسلام است و در شهرستان کهگیلویه، روستای شیتاب واقع شده و این اثر در تاریخ ۷ مهر ۱۳۸۱ با شمارهٔ ثبت ۶۳۰۲ به‌عنوان یکی از آثار ملی ایران به ثبت رسیده است.